# Thagria cornicula
Thagria cornicula är en insektsart som beskrevs av Nielson 1977. Thagria cornicula ingår i släktet Thagria och familjen dvärgstritar. Inga underarter finns listade i Catalogue of Life.